# Perasia moxilla
Perasia moxilla är en fjärilsart som beskrevs av Max Wilhelm Karl Draudt och M.Gaede 1940. Perasia moxilla ingår i släktet Perasia och familjen nattflyn. Inga underarter finns listade i Catalogue of Life.